# 파크가

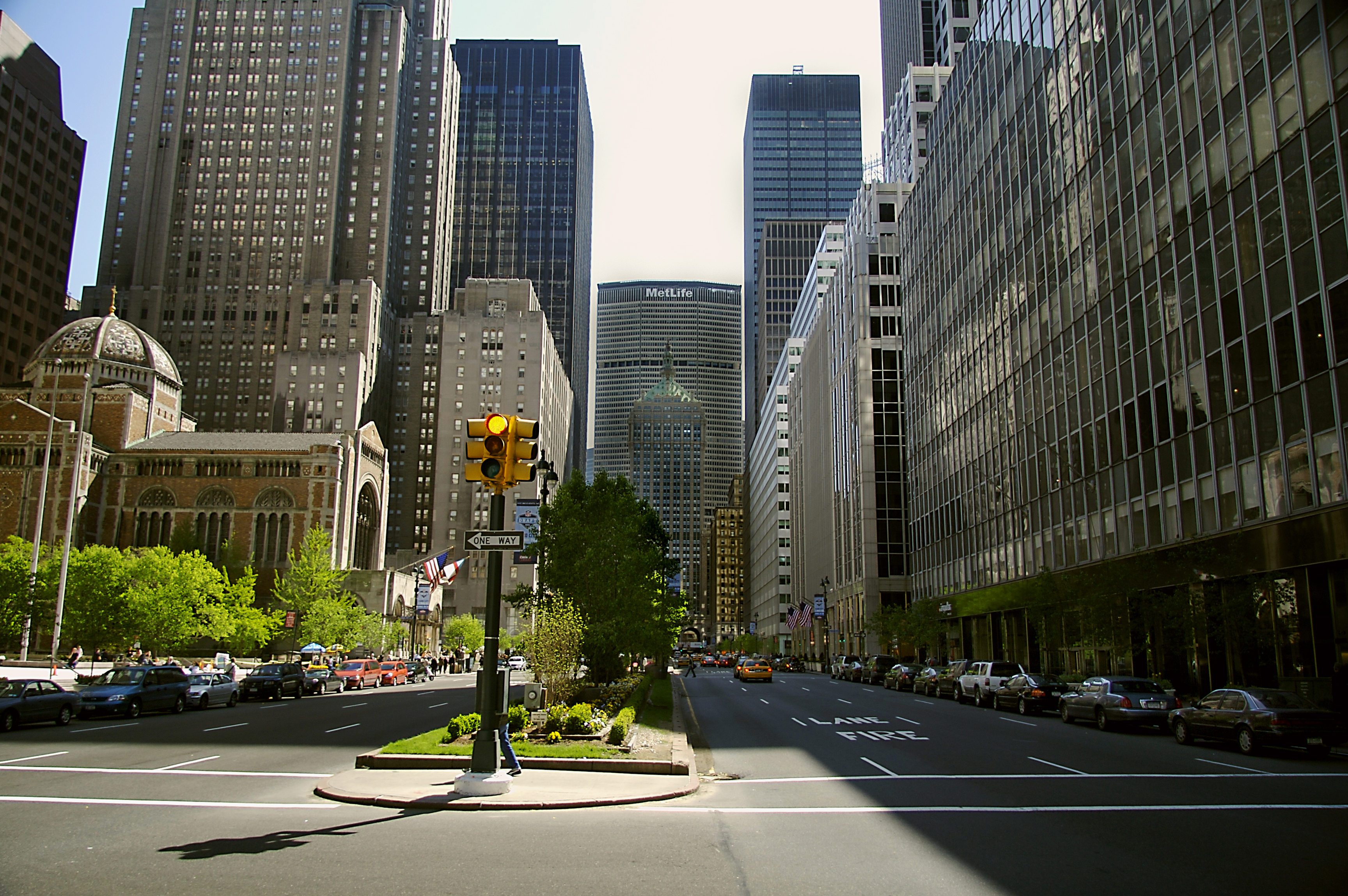

파크 가(영어: Park Avenue)는 미국 뉴욕주 뉴욕 맨해튼을 남북으로 종단하는 폭 43m의 애버뉴이다. 대부분의 구간에서 서쪽으로 매디슨가, 동쪽으로 렉싱턴가가 이어져 있다. 이 일대에는 주뉴욕 대한민국 총영사관과 주뉴욕 일본 총영사관이 각각 위치하고 있는 것으로 알려져 왔다.